# John Henry Constantine Whitehead
John Henry Constantine Whitehead (* 11. November 1904 in Madras; † 8. Mai 1960 in Princeton), bekannt als Henry Whitehead, war ein britischer Mathematiker und einer der Begründer der Homotopie-Theorie.

## Leben und Wirken
Henry Whitehead war der Sohn des Bischofs von Madras (nun bekannt unter dem Namen Chennai). Sein Onkel väterlicherseits war der Mathematiker und Philosoph Alfred North Whitehead. Whitehead wuchs ab dem Alter von anderthalb Jahren in Oxford bei seiner Großmutter auf, während die Eltern in Indien blieben, bis er sechzehn war. Er besuchte das Eton College und danach das Balliol College der University of Oxford mit einem 1923 gewonnenen Stipendium. Nach dem Studium arbeitete er ein Jahr als Börsenmakler, ging dann aber wieder an die Universität Oxford, wo ihn eine Vorlesung von Oswald Veblen zur Differentialgeometrie und Topologie hinzog.

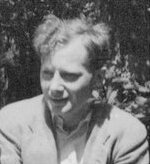
Henry Whitehead um 1934

1930 promovierte er bei Veblen in Princeton (wo er von 1929 bis 1932 war) und schrieb mit ihm das Buch Foundations of differential geometry (1932), in der erstmals das Konzept der differenzierbaren Mannigfaltigkeit entwickelt wurde. In Princeton arbeitete er auch mit Solomon Lefschetz zusammen. 1933 wurde er Fellow des Balliol College in Oxford, wo er ab 1947 die Waynflete Professur für Reine Mathematik innehatte. 1944 wurde er Fellow der Royal Society. 1953 bis 1955 war er Präsident der London Mathematical Society. Er starb überraschend 1960 während eines Gastaufenthalts in Princeton an einem Herzanfall.
In den 1930er Jahren half er vielen in Deutschland verfolgten Mathematikern (wie Max Dehn und Samuel Eilenberg). Erwin Schrödinger wohnte eine Zeitlang bei ihm, nachdem er nach England ins Exil gegangen war. Während des Zweiten Weltkriegs arbeitete er für die Admiralität in der Anwendung von Operations-Research-Methoden gegen U-Boote und danach in Bletchley Park an der Entzifferung deutscher Geheim-Codes (speziell in einer von Max Newman geleiteten Gruppe, der Newmanry, die sich mit der Entzifferung des Lorenz-Schlüsszusatzes befasste).
1935 benutzte er die von ihm eingeführte Whitehead-Verschlingung zur Konstruktion von Whitehead-Mannigfaltigkeiten, mit denen er seinen Beweisversuch der Poincaré-Vermutung von 1934 selbst korrigierte. Genauer versuchte er 1934 zu beweisen, dass jede offene dreidimensionale Mannigfaltigkeit, die zusammenziehbar ist, homöomorph zum Euklidischen Raum ist, was er dann durch das Gegenbeispiel der Whitehead-Mannigfaltigkeit widerlegte.
Von ihm stammt die Definition eines CW-Komplexes, den er in zwei grundlegenden Arbeiten von 1949 (Combinatorial Homotopy) einführte. Er zeigte deren Bedeutung durch den Beweis des Satzes von Whitehead. Ebenfalls nach ihm benannt ist die Whitehead-Vermutung.
Sein Schüler Ioan James gab 1962/63 seine Gesammelten Werke in vier Bänden heraus. Zwei Preise der London Mathematical Society sind nach ihm benannt: der jährlich verliehene Whitehead-Preis und der alle zwei Jahre verliehe Senior Whitehead Prize.
1934 heiratete er die Konzert-Pianistin Barbara Smyth, eine Cousine von Peter Pears, mit der er zwei Söhne hatte.

## Schriften (Auswahl)
- On equivalent sets of elements in a free group. Ann. of Math. (2) 37 (1936), Nr. 4, S. 782–800.
- On C1-complexes. Ann. of Math. (2) 41, (1940), 809–824.
- Combinatorial homotopy, Bull. Amer. Math. Soc., Band 55, 1949, 213–245 (Teil 1),Online, S. 453–496 (Teil 2)
- Simple homotopy types. Amer. J. Math. 72, (1950), S. 1–57.
- mit James: The homotopy theory of sphere bundles over spheres. Proc. London Math. Soc. (3); I: 4, (1954), 196–218; II: 5, (1955), S. 148–166.